# Chirchiq
Chirchiq hay Chirchik (tiếng Uzbek: Chirchiq / Чирчиқ; tiếng Nga: Чирчик), là một thành phố ở tỉnh Tashkent, Uzbekistan, cách thủ đô Tashkent khoảng 32 km về phía đông bắc, dọc theo sông Chirchiq. Đô thị này nằm trong dãy núi Chatkal. Dân số của Chirchiq tính đến năm 2015 là khoảng 170.400 người.

## Lịch sử
Thành phố được thành lập vào năm 1935, khi một số ngôi làng trong khu vực cùng xuất hiện do việc xây dựng một nhà máy thủy điện trên sông Chirchiq.

## Địa lý
Có rất nhiều ngôi làng gần Chirchiq, bao gồm Azadbash, Abay, Kyzyltu, Koshkargan, Yumalak, Kotakbash, Tavaksay. Chirchiq có khí hậu lục địa ẩm mùa hè nóng (phân loại khí hậu Köppen Dsa).

## Nhân khẩu
Thành phố chủ yếu là nơi sinh sống của người Uzbek và người Kazakh. Ngoài ra còn có người Kyrgyz, người Tajik, người Nga, người Ukraina, người Armenia, người Tatar, người Triều Tiên, người Do Thái và các dân tộc khác.
Dân số thành phố qua các năm:
| Năm    | 1939   | 1977    | 1991    | 1999    | 2010    | 2014    |
| Dân số | 15.000 | 131.000 | 158.000 | 146.400 | 143.600 | 149.400 |

## Kinh tế
Chirchiq nằm giữa một khu vực canh tác, chủ yếu sản xuất rau và trái cây, bao gồm dưa và nho. Một công trình điện hóa lớn sản xuất phân bón cho các trang trại tập thể trong khu vực. Các ngành công nghiệp của Chirchiq cũng bao gồm sản xuất hợp kim sắt và máy móc cho ngành nông nghiệp và hóa chất.
Có một khu nghỉ mát trượt tuyết nằm gần thành phố tên là Chimgan, thu hút khách du lịch từ khắp Trung Á và Nga. Sông Chirchiq chảy qua đô thị này cung cấp nguồn nước uống chính cho Tashkent và các thành phố khác ở phía nam.